# Port Glasgow Athletic Football Club
Maillots
Port Glasgow Athletic Football Club est un ancien club de football écossais basé à Port Glasgow. Le club a été créé sous le nom Broadfield avant de changer définitivement en 1881.
Au commencement le club joue ses matchs à Devol Farm avant de déménager vers un nouveau stade appelé Clune Park dans la ville de Glasgow Road. Port Glasgow Athletic joue une saison en Scottish Football Alliance (1891-1892) et passe l’année 1892-1893 à jouer uniquement les matchs de Coupe et des matchs amicaux. Le club réintègre la Scottich Alliance pour la saison 1893-1894. L’année suivante, l’Alliance est absorbée par la Scottish League et son Championnat d'Écosse de football. Port Glasgow intègre la deuxième division. Lors de leur première saison, le club se voit signifier une sanction pour violation des règlements du championnat et qui prend la forme de 7 points de retrait au classement. En 1901-1902 Port Glasgow, grâce à sa victoire en championnat de deuxième division, obtient la possibilité de jouer dans l’élite du football écossais. Naviguant toujours parmi les dernières places du championnat et profitant d’une période où le championnat prend de l’ampleur en passant de 12 à 20 clubs, Port Glasgow réussit à se maintenir en première division jusqu’en 1909-1910. Ils sont alors relégués en deuxième division avant, un an plus tard, de quitter complètement la Scottish League. Ils participèrent aussi à la Renfrewshire League et à toutes les saisons de la Glasgow and West of Scotland League de 1898 à 1907.
Le club joue ensuite une saison dans la Scottish Football Union, une des nombreuses ligues concurrentes à l'époque en Écosse et cesse ses activités. Leur stade de Clune Park est alors récupéré par un club de jeunes le Port Glasgow Athletic Juniors FC. 
Leur joueur le plus célèbre a été Gladstone Hamilton, le seul joueur du club à avoir été sélectionné en équipe d'Écosse de football. Il n’a joué qu’un seul match en équipe nationale, en 1906 contre l’équipe d'Irlande de football. Hamilton a ensuite quitté le club pour rejoindre le club anglais de Brentford FC.

## Palmarès
- Vainqueur de la Scottish Qualifying Cup en 1897
- Vainqueur de la Glasgow and West of Scotland League en 1902